# 蝠蛾属
蝠蛾属（学名：Hepialus），是鳞翅目蝙蝠蛾科的一个属。本属昆虫幼虫被冬虫夏草（Ophiocordyceps sinensis）寄生后，头部长出子座，形成青藏高原地区名贵药材—冬虫夏草。

## 分类研究
长期以来，中国大陆学者将发现的冬虫夏草寄主新种全部归入本属。2010，邹志文等根据中国境内记录的蝠蛾属种类在生殖器形态上存在明显不同，以及根据CytB基因片段构建的系统进化树结果，将中国境内的大部分蝠蛾属物种分别归入拟蝠蛾属（Parahepialus）、无钩蝠蛾属（Ahamus）和钩蝠蛾属（Thitarodes）等3个属中。

## 种类
本属包含以下5种：
- 黑龙江蝠蛾 Hepialus humuli (Linnaeus, 1758)
- Hepialus ligniveren Lewin, 1805
- Hepialus okninskyi Ermolaev, 1937
- Hepialus scalaris Fabricius, 1775
- 小金蝠蛾 Hepialus xiaojinensis Tu, Ma & Zhang，2009
- 樟木蝠蛾 Hepialus zhangmoensis Chu et Wang,1985